# Fortuna Foothills
Fortuna Foothills és una concentració de població designada pel cens dels Estats Units a l'estat d'Arizona. Segons el cens del 2000 tenia 20.478 habitants.

## Demografia
Segons el cens del 2000, Fortuna Foothills tenia 20.478 habitants, 9.652 habitatges, i 7.364 famílies La densitat de població era de 197,6 habitants/km².
Dels 9.652 habitatges en un 11,9% hi vivien nens de menys de 18 anys, en un 71,1% hi vivien parelles casades, en un 3,5% dones solteres, i en un 23,7% no eren unitats familiars. En el 19,2% dels habitatges hi vivien persones soles el 12,4% de les quals corresponia a persones de 65 anys o més que vivien soles. El nombre mitjà de persones vivint en cada habitatge era de 2,11 i el nombre mitjà de persones que vivien en cada família era de 2,37.
Per edats la població es repartia de la següent manera: un 11,8% tenia menys de 18 anys, un 2,8% entre 18 i 24, un 13,1% entre 25 i 44, un 27,9% de 45 a 60 i un 44,5% 65 anys o més.
L'edat mediana era de 63 anys. Per cada 100 dones de 18 o més anys hi havia 95,9 homes.
La renda mediana per habitatge era de 34.135 $ i la renda mediana per família de 37.031 $. Els homes tenien una renda mediana de 34.284 $ mentre que les dones 24.576 $. La renda per capita de la població era de 19.986 $. Aproximadament el 7,3% de les famílies i el 10,6% de la població estaven per davall del llindar de pobresa.

## Poblacions més properes
El següent diagrama mostra les poblacions més properes.